# مسجد المستعصم بالله
مسجد أبو رابعة أو مسجد ومرقد الخليفة العباسي المستعصم بالله آخر الخلفاء العباسيين في بغداد، وفيه أيضا مرقد  أحمد السبتي، وهو من الآثار القديمة في العراق، والتي تعود لعهد الدولة العباسية.

## تاريخه
يعتبر من مساجد بغداد الأثرية، ويقع هذا المسجد قريباً من شارع عشرين في حي الأعظمية، في محلة النصة، وهو يحوي قبر الخليفة المستعصم بالله بن المستنصر بالله العباسي الهاشمي من خلفاء الدولة العباسية، الذي ولد عام 609 هـ، وتوفي عام 656 هـ، حيث اجريت عملية تنقيب في موقعهِ عام 1993م، وعثر المؤرخ عماد عبد السلام رؤوف على شاهد القبر وجرى تجديد المرقد والمسجد وبناءه عام 1426هـ/2005م، وتبلغ مساحة البناء 1000م2، ومساحة حرم الجامع 300م2، وبني مبنى المسجد بعمارة حديثة، ورمم المقام وبني له غرفة خلف الحرم يفصل بينه وبين الحرم بساحة طارمة كما بني في المسجد غرفة للامام ومرافق منوعة باسلوب حديث، ويتسع المسجد لأكثر من مائتي مصل، وتقام فيهِ حالياً الصلوات الخمسة فقط.
وكان يعتقد إن قبر المستعصم بالله يقع في جامع الشيخ عمر السهروردي قبل العثور على شاهد القبر في المسجد، والمسجد مستلم من قبل ديوان الوقف السني في العراق وحالته مضبوطة. وكان يسمى سابقا مسجد أو مرقد رابعة.

## ضريح أحمد السبتي
ويقع في هذا المرقد ضريح الإمام السبتي المعروف بالزهد والتقوى وهو أبو العباس أحمد السبتي، ويقول المؤرخ عماد عبد السلام رؤوف: ((إن الزاهد أحمد السبتي ابن الخليفة الرشيد، هو مدفون في مقبرة صغيرة تقع اليوم في محلة النصة من محلات حي الأعظمية من بغداد، كانت تعرف في العصر العباسي بمشهد النذور، سميت بذلك لأنها كما قيل لا ينذر عندها أحد الا صح نذره، وأول من دفن فيه رجل من العلويين هو عبيدالله العلوي، لذا فقد عرف ابضا بمشهد عبيدالله العلوي، وقد دفن إلى جانبه أحمد السبتي ابن الخليفة هارون الرشيد، ثم دفن في هذا المشهد اخر خلفاء بني العباس، الشهيد المستعصم بالله، وكانت كنته السيدة شاهلبني شمس الضحى الأيوبية، زوجة أبي العباس احمد ولي عهد الخلافة العباسية، قد اخرجت جثمانه من مدفنه الأول الذي غيبهُ فيهِ المغول وأعادت دفنهِ في هذا المكان وشيدت عليهِ قبة وأنشأت لنفسها ضريحاً إلى جانبه وأوصت بأن تدفن فيه، ثم ان ابنتها رابعة، حفيدة المستعصم، دفنت في قبة أنشأتها قرب هذا الضريح بعد حين، فعرف المكان كله بمشهد أم رابعة وما زال الأعظميون يعرفونه بهذا الاسم حتى اليوم. وكنت قد كتبت بحثاً عن هذا المشهد لا سيما حادثة دفن الخليفة الشهيد فيه منذ نحو عقدين، في مجلة الرسالة الإسلامية التي تصدرها وزارة الأوقاف العراقية، وكان هذا البحث سببا في قيام السلطات في حينه باعادة بناء المشهد على نحو يليق بمكانة الثاوين فيه، وأنشأت إلى جانبه مسجدا باسم جامع المستعصم بالله)).

## المشهد
لم يبقَ للمشهد أثر قبل بنائه الحديث وقد اختفت معالمه، ولم يبق منها إلا قبة صغيرة.